# Gloria Macapagal-Arroyo
Gloria Macaraeg Macapagal-Arroyo, född 5 april 1947 i Lubao, Pampanga, är en filippinsk politiker.  Hon var Filippinernas fjortonde president mellan den 20 januari 2001 och den 30 juni 2010. Hon var landets andra kvinnliga president efter Corazon Aquino. Arroyo är dotter till en av de föregående presidenterna, Diosdado Macapagal.   
Före sin tid som president var hon landets första kvinnliga vicepresident. Som landets vicepresident tog hon 2001 över presidentposten tack vare en fredlig revolution som avsatte den mäktige och korrupte presidenten Joseph Estrada. År 2004 blev Arroyo omvald till president för en sexårsperiod.   
I valet den 10 maj 2010 valdes hon in i representanthuset för sin hemprovins Pampanga.  Hon representerade provinsens andra distrikt fram tills 30 juni 2019.  Hon var talman i landets representanthus sedan från 23 juli 2018 till 30 juni 2019.
År 2005 blev hon utvald till världens fjärde mäktigaste kvinna av Forbes.